# Archaeoindris
Archaeoindris – rodzaj wymarłego, subfosylnego olbrzymiego lemura z rodziny Palaeopropithecidae (której członkowie porównywani są do leniwców). Był to największy znany naczelny, który wyewoluował na Madagaskarze, dorównujący rozmiarami samcowi goryla. Z powodu swych wielkich rozmiarów zwierzę to porównuje się z leniwcami naziemnymi zamieszkującymi niegdyś Amerykę Północną i Południową. Był bliskim krewnym Palaeopropithecus, którego przedstawiciele byli kolejnymi pod względem wielkości lemurami tej rodziny. Spośród innych jej przedstawicieli Archaeoindris wykazuje pokrewieństwo z żyjącymi obecnie indrisem Propithecus i Avahi, jak też wymarłymi niedawno Archaeolemuridae. Nazwa rodzajowa Archaeoindris oznacza "starożytnego lemura przypominającego indrisa". Wyginął niedawno – około 350 r. p.n.e.
Rodzaj Archaeoindris opisał pierwotnie Herbert F. Standing w 1909, bazując na subfosylnych szczątkach szczęki i żuchwy, choć Charles Lamberton później odkrył kompletną czaszkę. Znaleziono tylko 6 kości poniższej części szkieletu i wykopaliska w latach osiemdziesiątych XX wieku nie dały nadziei na nowe znaleziska. Szczątki zwierzęcia pochodzą tylko z jednego miejsca: Ampasambazimba, w środkowym Madagaskarze. Po początkowym odkryciu tego gatunku pewne szczątki wymarłego gatunku Megaladapis grandidieri mylnie przypisano rodzajowi Archaeoindris, podczas gdy mniejsze kości kończyny dolnej osobnika młodocianego i masywną kość nogi dorosłego umieszczono w dwóch osobnych gatunkach. Błędy te stopniowo korygowano od lat trzydziestych do osiemdziesiątych XX wieku. Szkielet Archaeoindris był masywny i dobrze zbudowany, dzielił wiele cech z Palaeopropithecus. Kończyny górne były dłuższe od dolnych, nie znaleziono jednak żadnych kości dłoni ani stóp, by porównać je z należącymi do innych Palaeopropithecidae.
Oszacowanie wielkości czynione na podstawie ograniczonej ilości szczątków różnią się znacznie między sobą. Największa masa z tego zakresu wynosi 244,1 kg, jednakże najbardziej gruntowne badanie statystyczne z użyciem analizy regresji przewiduje 160 kg. Nieprawidłowe przypisania i ograniczone pozostałości skutkują zróżnicowanymi poglądami na sposób poruszania się Archaeoindris i zajmowane przezeń środowisko. Istnieją głosy za nadrzewnym i naziemnym trybem życia. Szkielet wskazuje na to, że zwierzę było powolnym wspinaczem, schodzącym na ziemię, by podróżować. Dieta wielkiego naczelnego składała się głównie z liści. Jego siedlisko przed przybyciem człowieka na wyspę składało się terenów porośniętych lasem, buszem i sawanny, obecnie dominują tam zaś tereny trawiaste, a lemury dysponują niezbyt zróżnicowanymi siedliskami w najbliższym obszarze chronionym – Ambohitantely Reserve. Chociaż Archaeoindris był rzadkim ich przedstawicielem, żył jeszcze, kiedy ludzie po raz pierwszy pojawili się na Madagaskarze. Był prawdopodobnie wrażliwy na polowania i utratę siedlisk.

## Etymologia
Nazwa rodzajowa Archaeoindris oznacza "starożytnego przypominającego indrisa". Pochodzi ona częściowo ze starożytnej greki od słowa ἀρχαῖος (archaios – "starożytny") i indris, częstej odmiany nazwy rodzajowej indrisa Indri. Epitet gatunkowy fontoynontii (niekiedy zapisywany fontoynonti) jest eponimem mającym na celu upamiętnienie Antoine Maurice Fontoynont, prezydenta Académie Malgache w tamtym czasie. Fontoynont nadzorował wykopaliska, na których odkryto zwierzę.

## Systematyka
Archaeoindris należał do rodziny Palaeopropithecidae, wymarłej w czasach historycznych rodziny obejmującej wielkie, subfosylne leniwce z Madagaskaru. Ich przodkowie należały prawdopodobnie do zwierząt nadrzewnych. Natomiast tego wielkiego lemura porównywano do wymarłych olbrzymich leniwców naziemnych obu Ameryk.
Filogeneza Archaeoindris i jego najbliższych krewnych
|  | †Archaeolemur  |
|  |                |
|  | †Hadropithecus |
|  |                |

|  | †Babakotia                                                            |
|  |                                                                       |
|  | \| \| †Palaeopropithecus \| \| \| \| \| \| †Archaeoindris \| \| \| \| |
|  |                                                                       |
|  | †Palaeopropithecus                                                    |
|  |                                                                       |
|  | †Archaeoindris                                                        |
|  |                                                                       |

|  | †Palaeopropithecus |
|  |                    |
|  | †Archaeoindris     |
|  |                    |

|  | †Babakotia                                                            |
|  |                                                                       |
|  | \| \| †Palaeopropithecus \| \| \| \| \| \| †Archaeoindris \| \| \| \| |
|  |                                                                       |
|  | †Palaeopropithecus                                                    |
|  |                                                                       |
|  | †Archaeoindris                                                        |
|  |                                                                       |

|  | †Palaeopropithecus |
|  |                    |
|  | †Archaeoindris     |
|  |                    |

|  | Indri       |
|  |             |
|  | Propithecus |
|  |             |
|  | Avahi       |
|  |             |

|  | †Archaeolemur  |
|  |                |
|  | †Hadropithecus |
|  |                |

|  | †Babakotia                                                            |
|  |                                                                       |
|  | \| \| †Palaeopropithecus \| \| \| \| \| \| †Archaeoindris \| \| \| \| |
|  |                                                                       |
|  | †Palaeopropithecus                                                    |
|  |                                                                       |
|  | †Archaeoindris                                                        |
|  |                                                                       |

|  | †Palaeopropithecus |
|  |                    |
|  | †Archaeoindris     |
|  |                    |

|  | †Babakotia                                                            |
|  |                                                                       |
|  | \| \| †Palaeopropithecus \| \| \| \| \| \| †Archaeoindris \| \| \| \| |
|  |                                                                       |
|  | †Palaeopropithecus                                                    |
|  |                                                                       |
|  | †Archaeoindris                                                        |
|  |                                                                       |

|  | †Palaeopropithecus |
|  |                    |
|  | †Archaeoindris     |
|  |                    |

|  | Indri       |
|  |             |
|  | Propithecus |
|  |             |
|  | Avahi       |
|  |             |

Archaeoindris był najbliżej spokrewniony z Palaeopropithecus, rodzajem, do którego zaliczał się drugi co do wielkości przedstawiciel Palaeopropithecidae, wyspecjalizowany w bytowaniu w środowisku nadrzewnym (suspensory behavior). Cechy szkieletu pozaczaszkowego wskazują na Babakotia jako najbliższego krewnego kladu złożonego z tych dwóch rodzajów, kolejną grupę zewnętrzną stanowi zaś Mesopropithecus, najmniejszy z Palaeopropithecidae.
Wszystkie 4 rodzaje tworzą grupę siostrzaną rodziny indrisowatych, obejmującą indrisa, Propithecus i Avahi. Pokrewieństwo to wspierają dane morfologiczne, rozwojowe i molekularne. W skład tego kladu wchodzą także Archaeolemuridae. Cechy zębów, jak morfologia trzonowców i modyfikacja ilości zębów tworzących grzebień zębowy – wyspecjalizowaną strukturę na przedzie jamy ustnej, zasugerowały, że Archaeolemuridae mogą być blisko spokrewnione z lemurowatymi, grupą obejmującą 5 rodzajów, a wśród gatunków kattę. Badania molekularne wsparły silnie tezę umieszczającą Archaeolemuridae w kladzie z Palaeopropithecidae i indrisowatymi.
Rodzina Palaeopropithecidae obejmuje liczne gatunki w porównaniu z innymi rodzinami subfosylnych lemurów. W obrębie czterech rodzajów opisano 7 gatunków, wszystkie wymarłe. Należy doń przedstawiciel rodzaju Archaeoindris, jednego z kilku tylko monotypowych taksonów lemurów.
Archaeoindris fontoynontii został pierwotnie opisany przez Herberta F. Standinga w 1909 na podstawie dwóch fragmentów szczęki i kompletnej żuchwy. Holotyp obejmuje AM-6239 (szczęka) i AM-6237 (żuchwa), które wchodzą w skład kolekcji Uniwersytetu Antananarywy. Żuchwa obejmuje komplet zębów. Fragment szczęki lewej zawiera ostatni ząb przedtrzonowy (P4) i wszystkie 3 trzonowce (M1–M3), podczas gdy szczęka prawa ma niektóre przedtrznowce (P2 i P4) oraz pierwszy trzonowiec (M1). Standing zauważył podobieństwa do uzębienia Palaeopropithecus. 16 lat po jego odkryciu Charles Lamberton odnalazł pierwszą i jedyną kompletną czaszkę z należącą doń żuchwą Archaeoindris, obie dobrze zachowane. Doniesienie o tym fakcie opublikował w 1934.
Odkryto tylko 6 pozaczaszkowych znalezisk Archaeoindris. 2 z nich należą do dorosłych zwierząt i obejmują uszkodzoną kość ramienną i prawie kompletną kość udową. 4 kolejne pochodzą od osobnika młodocianego, zawierają uszkodzoną kość ramienną, uszkodzoną kość łokciową i dwie kości udowe, przy czym brakuje im obu nasad na obu końcach (proksymalnym i dystalnym). Archaeoindris zalicza się do najrzadszych lemurów subfosylnych. Kilka znanych okazów znaleziono w Ampasambazimba na terenie Central Highlands. Wykopaliska prowadzone przez multidyscyplinarny zespół malgasko-amerykański w tym miejscu w latach 1983-1984 nie znalazł żadnych nowych subfosylnych szczątków. Nie ma innych potencjalnych miejsc, gdzie można by je znaleźć.
W przeszłości pewne szczątki innych subfosylnych lemurów mylnie przypisano rodzajowi Archaeoindris. Doprowadziły do tego nieprawidłowe interpretacje anatomii i behawioru zwierzęcia. W 1934 Lamberton nie dostrzegł wcześniejszych błędów w zaszeregowaniu znalezisk i nieprawidłowo zaszeregował piszczel i strzałkę z gatunku Megaladapis grandidieri do Archaeoindris. Z powodu tych pomyłek i wykorzystania niedojrzałych kości przez Lambertona, rekonstrukcja zwierzęcia sporządzona została niewłaściwie. W 1936 Alice Carleton skorygowała błąd Lambertona, prawidłowo identyfikując kości piszczelową i strzałkową jako należące do Megaladapis. Jej korekcje zostały później potwierdzone, a inne złe przypisania skorygowano w latach sześć dziesiątych i siedemdziesiątych XX wieku dzięki Alanowi Walkerowi i Williamowi L. Jungersowi.
W 1910, 24 lata przed Lambertonowską monografią Archaeoindris, Standing uznał masywną prawą kość udową z Ampasambazimba za nowy gatunek Lemuridotherium madagascariense. Choć Standing zauważył silne podobieństwo pomiędzy swym Lemuridotherium i Archaeoindris, i tak zdecydował się na oddzielny rodzaj z uwagi na to, co uznał za znaczną różnicę w wielkości. Lambertona także przekonywała tak różna wielkość, częściowo dlatego, że nie udało mu się uznać mniejszą strzałkę i piszczel za należące do mniejszego Megaladapis grandidieri. Co więcej, Lamberton nie zdał sobie sprawy, że mniejsze kości udowe, które przypisał do Archaeoindris, należały do osobników młodocianych. Choć kilku późniejszych autorów uznało Lemuridotherium za synonim Archaeoindris, dopiero w 1988 Martine Vuillaume-Randriamanantena dostarczyła pewnego dowodu. Vuillaume-Randriamanantena znalazła także powiązania między czaszką i szkieletem pozaczaszkowym Archareoindris, podsumowała wiedzę o szkielecie pozaczaszkowym i udokumentowała silne podobieństwo z rodzajem Palaeopropithecus.

## Anatomia i fizjologia

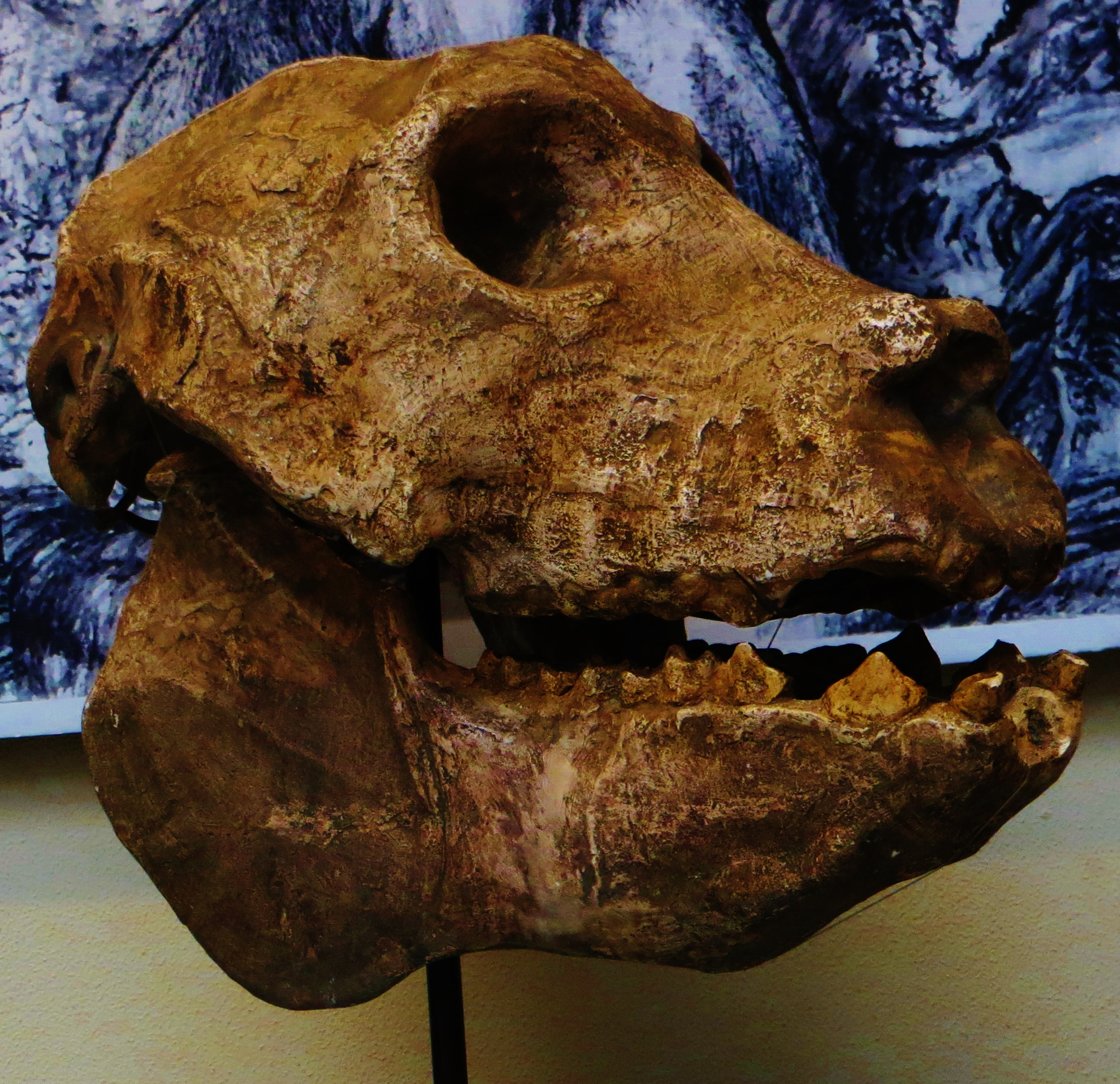
Czaszka Archaeoindris, szeroka i krótka, z parą kostnych wyrostków nad otworami nosowymi

Zwierzę przypominało Palaeopropithecus, choć znacznie większe i solidniej zbudowane. Archaeoindris należał do największych naczelnych, jakie kiedykolwiek wyewoluowały, był także największą znaną małpiatką. Ważył w przybliżeniu 160 kg. Osiągał mniej więcej wielkość odrosłego samca goryla, jak po raz pierwszy zauważył Lamberton.
Od jego odkrycia oszacowania wielkości wahały się od "większy od człowieka" do "być może największy naczelny, jaki kiedykolwiek istniał". Badanie Jungers z 1990 na podstawie obszaru trzonowców przewidziało masę na 230,5 kg, podczas gdy średnica głowy kości udowej wskazuje na 244,1 kg. W 1995 Laurie Godfrey oszacował masę na 197,5 kg. Użył on obwodów zmierzonych w połowie trzonu kości ramiennej i udowej. Na podstawie wielokrotnej analizy regresji części korowej kości udowej wykonanej w 2008 Jungers i współpracownicy otrzymali najlepsze oszacowanie mówiące o masie 161,2 kg z zakresem ufności 150–187,8 kg. Szacunki te uznano za właściwsze, ponieważ twarda kość korowa w połowie trzonu kości udowej dźwigała ciężar zwierzęcia, więc jej grubość lepiej korelowała z jego masą, niż średnica w połowie trzonu, obejmująca zarówno twardą część korową jak i kość gąbczastą. Jedynym kopalnym naczelnym, który mógł być większy od Archaeoindris, był Gigantopithecus blacki, bliski krewny orangutana.
Jak wszystkie 3 gatunki Palaeopropithecus, Archaeoindris wykazywał zaawansowane cechy niespotykane u dwóch bardziej bazalnych rodzajów Palaeopropithecidae. Cechy te obejmowały spłaszczone auditory bullae i parzyste wyrośla kostne w okolicy nozdrzy zewnętrznych tworzone przez część kości przedszczękowej (przysiecznej) i nosowej. Czaszka była szersza, niż u Megaladapis, ale krótsza. Mierzyła 269 mm. Również twarzą naczelny nie dorównywał długością Palaeopropithecus. Jego oczy kierowały się prosto do przodu. Puszka mózgowa była niewielka i uniesiona względem twarzy, inaczej niż u Palaeopropithecus. Czaszka zwęża się za oczodołami (postorbital constriction). Czaszka nosi niski, ale szeroki grzebień strzałkowy, wzniesienie kostne na szczycie czaszki, do którego przyczepiają się mięśnie. Grzebienie karkowe były potężne, ale mniejsze. Stanowiły miejsce przyczepu mięśni szyi. W przeciwieństwie do Palaeopropithecus obramowanie kostne oczodołu nie było tak grube. Obszar oczodołu mierzył 946 mm2, podobnie jak u goryli. Bazując na stosunku obszaru oczodołu do wielkości kanału nerwu wzrokowego, ocenia się, że Archaeoindris miał niską retinal summation, co oznacza, że jego oczy były mniej wrażliwe na światło (raczej jak lemury dzienne). Stosunek nie był jednak tak niski, jak u małp człekokształtnych podobnej wielkości, co sugeruje, że Archaeoindris cechował się słabą ostrością wzroku i nie widział w trzech kolorach.
Żuchwa wykazuje długie, potężne spojenie bródkowe, czyli połączenie pomiędzy obiema połowami kości, łączącymi się na wczesnym etapie ontogenezy. Parzysta kość podniebienna ma kształt prostokątny. Jak u innych przedstawicieli tej samej rodziny, rozwój zębów prawdopodobnie przebiegał w przyśpieszonym tempie. Formuła zębowa osobnika dorosłego wynosiła w szczęce 2.1.2.3 i w połowie żuchwy 2.0.2.3. Zęby przypominały spotykane u Palaeopropithecus, zarówno pod względem morfologii, jak i proporcji. 4 dolne siekacze, które mogły tworzyć grzebień zębowy, były zmodyfikowane – krótsze i potężniejsze, prawdopodobnie w związku z żywieniem się. Kły były krótkie i grube, ale ostre. Diastema występowała pomiędzy dolnymi przedtrzonowcami (p2 i p4). Inne podobieństwa do zębów Palaeopropithecus obejmowały niewielkie trzecie trzonowce górny i dolny (M3 i m3), wąskie i długie pierwsze i drugie trzonowce oraz niskie i zaokrąglone szkliwo zębów policzkowych, choć nie tak pomarszczone i o lekko wyższych koronach.
Większość kości szkieletu pozaczaszkowego, włączając w to kości rąk, stóp, kręgosłupa, żeber, kość promieniową, piszczel, strzałkę, nie została odkryta. Jak w przypadku wieku charakterystyk czaszki, odkryte kości pozostałej części szkieletu wykazują podobieństwo do Palaeopropithecus, są jednak znacznie większe i solidniej zbudowane. Głowa kości udowej osiągała duży rozmiar, nie istniał dołek (fovea capitis femoris, czyli niewielkie zagłębienie w jej obrębie). Krótka kość udowa, niezwykle solidna, cechowała się bardzo dużym kątem szyjkowo-trzonowym, wyznaczanym przez szyjkę anatomiczną kości udowej i jej trzon. Natomiast krętarz większy był niewielki. U dorosłego zwierzęcia kość ramienna znacznie przerastała długością kość udową. U okazu młodocianego zaś zarówno kość ramienna, jak i kość łokciowa są znacznie dłuższe od kości udowej. Czyniło to kończyny górne znacznie dłuższymi od dolnych, podobnie jak u Palaeopropithecus. Względna długość górnych kończyn w stosunku do dolnych była jednakże mniejsza u Archaeoindris. Mimo że jego intermembral index, czyli stukrotny stosunek pomiędzy tymi długościami, wynosił u tego rodzaju ponad 100, i tak nie dorównywał stosunkowi wyliczonemu dla Palaeopropithecus.

## Behawior
Archaeoindris jest uznawany za liściożercę. Pogląd ten wspiera wzór zużycia jego zębów. Zarosłe spojenie bródkowe i prawdopodobny przyspieszony rozwój zębów wskazują, że zwierzę zaczynało wykorzystywać włókniste pożywienie, całkowicie je przeżuwając. Jego dieta mogła też obejmować pewne owoce i nasiona. Jak większość innych olbrzymich lemurów, Archaeoindris przypisuje się dzienny tryb życia z uwagi jego względnie niewielkie oczodoły, porównywalne z gorylimi.
I Standing, i Lamberton uznali Archaeoindris za powolnego mieszkańca drzew, jak Megaladapis, głównie z uwagi na źle przypisane kości. Lamberton spekulował także, że zwierzę przypominało naziemnego leniwca. Pogląd ten wsparł Jungers w 1980 po tym, jak kilka błędów w zaszeregowaniu kości zostało naprawionych. Podsumował on również gorylą wielkość zwierzęcia. Jungers posunął się do propozycji, wedle której stworzenie większość czasu spędzało na ziemi. Jednak morfologia funkcjonalna stawu biodrowego wykazuje stopień ruchomości spotykany typowo u zwierząt nadrzewnych. Inne cechy, dzielone z Palaeopropithecus, zwłaszcza tyczące się kości udowej, sugerują, że Archaeoindris spędzał znaczną część czasu na drzewach, żywiąc się i prawdopodobnie gniazdując, ale także schodził na ziemię, by żywić się i przemieszczać. Opisuje się go jako powolnego, wspinającego się roślinożercę. Nie wiadomo, czy przypominał Palaeopropithecus w sposobie wiszenia i żywienia się, bo jego dłonie ani stopy nie zostały odkryte. Biorąc pod uwagę jego potężną budową, nie podejrzewa się tego.

## Rozmieszczenie geograficzne i siedlisko
Archaeoindris znany jest jedynie z jednego miejsca, gdzie znaleziono jego subfosylne szczątki, Ampasambazimba w środkowym Madagaskarze. Wszystkie jego pozostałości datuje się na późny czwartorzęd. Obecnie na tym terenie dominują obszary trawiaste, zwłaszcza porośnięte trawami z rodzaju Aristida. Jednak zanim człowiek pojawił się na wyspie, obszar wokół Ampasambazimba, choć nie całkowicie zalesiony, był bardziej otwartym środowiskiem tworzącym mozaikę lasów, buszu i sawanny. Szczątki zwierzęce z tego miejsca obejmują około 20 gatunków żyjących sympatrycznie (na tym samym obszarze) lemurów. Dla porównania pobliski Ambohitantely Reserve zamieszkują współcześnie zaledwie 4 gatunki lemurów, co daje około 20% dawnej różnorodności gatunkowej lemurów.

## Wymarcie
Najliczniejsza w gatunki rodzina lemurów obejmująca 4 rodzaje przypominających leniwce ssaków, w tym Archaeoindris, jest obecnie wymarła. W celu przyporządkowania stratygraficznego niektórych szczątków Archaeoindris wykonano datowanie radiowęglowe. Uzyskano wyniki 8000 lat temu oraz w przypadku dwóch innych okazów 2362–2149 temu (co oznacza 412–199 lat przed naszą erą) i 2711–2338 lat temu (761–388 lat przed Chrystusem). Z przytoczonych lat wynika, że Archaeoindris żył jeszcze 350 lat przed naszą erą, kiedy to pierwsi ludzie stanęli na zachodnim brzegu Madagaskaru, choć byłby już wtedy rzadki. Czyniłoby to go szczególnie wrażliwym na polowania i utratę siedliska.